# Atelopus spurrelli
Espèce
Statut de conservation UICN

 NT  : Quasi menacé
Atelopus spurrelli est une espèce d'amphibiens de la famille des Bufonidae.

## Répartition
Cette espèce est endémique de Colombie. Elle se rencontre dans les départements de Valle del Cauca, de Chocó, de Caldas et d'Antioquia entre 50 et 500 m d'altitude sur le versant Pacifique de la cordillère Occidentale.

## Étymologie
Cette espèce est nommée en l'honneur d'Herbert George Flaxman Spurrell (1877–1918).

## Publication originale
- Boulenger, 1914 : On a second collection of batrachians and reptiles made by Dr. H. G. F. Spurrell, F.Z.S., in the Choco, Colombia. Proceedings of the Zoological Society of London, vol. 1914, p. 813-817 (texte intégral).